# Jacquemontia albida
Jacquemontia albida là một loài thực vật có hoa trong họ Bìm bìm. Loài này được Wiggins & Rollins mô tả khoa học đầu tiên năm 1943.